# Staline (film, 1985)
Pour les articles homonymes, voir Staline (homonymie).
Pour plus de détails, voir Fiche technique et Distribution.
Staline est un documentaire français réalisé par Jean Aurel, sorti en 1985.

## Synopsis
La carrière de Staline retracée sous la forme d'un réquisitoire contre le dictateur à partir de bandes d'actualité et d'extraits de films de fiction.

## Fiche technique
- Titre : Staline
- Réalisateur : Jean Aurel
- Scénario : Jean Aurel, d'après l'ouvrage de Boris Souvarine
- Son : Michel Fano
- Montage : Jacqueline Lecompte
- Mixage : Jean-Paul Loublier
- Producteur : Les Films Ariane
- Durée : 105 minutes
- Date de sortie : France : 13 mars 1985